# Silvia de Bondini
Pour les articles homonymes, voir Bondini.
Silvia de Bondini (née le 17 août 1907 à Constantinople et morte le 22 août 1982 à Rome) est une peintre italienne du XXe siècle. Son grand père, Pompeo Bondini, fut un des premiers photographes primitifs. Son père, Guglielmo de Bondini était propriétaire du journal La Turquie, quotidien politique bilingue français-italien publié à Constantinople. Elle fut l'épouse de Jean Monnet de 1934 à 1979.

## Biographie
Silvia de Bondini rencontra Jean Monnet à Paris lors d'un dîner donné par celui-ci dans son appartement de la rue de Condé en août 1929. Elle avait 22 ans, lui 41. Toujours mariée à Francesco Giannini, un employé italien de la Banque Blair (dont Jean Monnet était le représentant pour l'Europe) et fervente catholique, elle ne pouvait divorcer du fait de la loi italienne.
Après cinq ans de procédure en Italie visant à obtenir un divorce, Jean Monnet, arrivé pour l’occasion de Chine via le Transsibérien, l'épouse le 13 novembre 1934 à Moscou. L'idée d'un mariage à Moscou leur a été suggérée par Ludwik Rajchman, considéré comme le fondateur de l'UNICEF, que Monnet a rencontré pendant ses fonctions à la Société des Nations (et lié à l'ambassadeur soviétique en Chine, Bogomolov). Il semble que les ambassadeurs américain et français à Moscou, William C. Bullitt et Charles Alphand, ont également joué un rôle dans l'opération. Silvia de Bondini prend en effet au préalable, et grâce aux relations de son mari, la citoyenneté soviétique afin de profiter d'une loi soviétique permettant le divorce unilatéral de son mari italien. Elle prendra la nationalité française le 18 juin 1939. Jean Monnet parlera de son mariage comme de « la plus belle opération de (s)a carrière». Un jugement en leur faveur relatif à la garde de Anna, leur fille née en 1931 alors que Silvia était encore mariée à Francesco Giannini, a lieu en 1937 à New York, mais il n'est pas reconnu dans tous les pays.
La famille Monnet rentre en France pour s'installer à Houjarray en 1945 avec leurs deux filles, Anna née en 1931, et Marianne (1941-2013),.
Leur mariage dura en tout 45 ans et ils eurent deux filles : Anna en avril 1931 dont le père légal restait à l'époque Francesco Giannini et Marianne en 1941. Ils seront mariés religieusement près de quarante ans plus tard à Lourdes par l’évêque du lieu, Henri Donze, après la mort de Francesco Giannini en 1974.
Elle meurt à Rome en août 1982 et est enterrée au cimetière de Bazoches-sur-Guyonne.